# Плутњак
Плутњак (лат. Quercus suber) је врста средњевисоког зимзеленог дрвета из рода храстова. Пореклом је са Медитерана. У земљама порекла значајна је индустријска врста за производњу плуте.

## Распрострањеност
Плутњак самоникло расте у средишњем и западном делу Медитерана (Сардинија, Сицилија, Италија, Португалија, Шпанија. јужна француска, Алжир, Тунис, Мароко), као и на атлантским обалама Африке. Као гајена врста јавља се и у Грчкој, Албанији, Турској, као и дуж хрватске обале. Највећа састојина плутњака у Хрватској налази се у шуми Шијана код Пуле у Истри, где се одомаћио и размножава се независно од утицаја човека, а поједина стабла расту и у шумама на острвима Раб, Корчула и Мљет.

## Изглед
Храст плутњак је ниже дрво, које може достићи висину до 15 м, ретко до 20 м. Стабло је снажно, искривљено, обима 4−5 м. Крошња је широка, несиметрична, једногодишње гранчице танкеи густо длакаве. Кора дебла је светла, густо испуцала, изнутра црвенкасте боје. На деблу се ствара врло дебела мртва кора − природна плута.
Листови су зимзелени, наизменично распоређени на грани. Варијабилног су облика, јајасти до издужени, дуги до 5 цм, а широки 1−4,5 цм. Назубљеног су обода, са 3−7 пари врло шиљатих зубаца. Кожасти су, с лица тамнозелени и глатки, а са наличја сивкасто длакави и мекани.
Цветови су једнополни; мушки скупљени у висеће рсе, а женски 2−5 заједно, у усправним класастим цвастима. Цвета априла-маја. Плод је жир дуг 2−4,5 цм, а ширик до 1,8 цм. Купула је велика, прекривена сивим, длакавим стипулама. Стипуле су при основи овалне и прилегле, а горње уске и савијене према жиру.
- Кора дебла
- Лист
- Лице и наличје листа
- Плод - жир

## Станиште
Плутњак расте на топлим и сувим стаништима, на положајима изложеним сунцу, мада подноси и полусенку. Расте најбоље у областима са хладним и влажним зимама и топлим летима. Обично се пење 300-600 м, али се може јавити и на 1000 м надморске висине. Воли песковита и иловаста, кисела земљишта, настала на силикату. Отпоран је на ветроизвале, али не трпи изложеност ветровима који дувају с мора. Јавља се у шумским састојинама, у заједницама са листопадним врстама храстова, медитеранским врстама борова, маслином, затим у макији и на пашњацима.
Размножава се семеном. Има јаку изданачку снагу. Дуговечна је врста и може доживети до 300 година. Расте споро.

### Ризици и заштита
Станишта храста плутњака су све угроженија, углавном због људске активности − интензивирања пољопривреде и немарног изазивања шумских пожара. Шуме плутњака су заштићени од стране Европске уније као веома важна за очување биодиверзитета. Стабла плутњака се у Португалији не могу легално обарати, осим за потребе газдовања шумама (обарања старих, непродуктивних стабала). Како се данас плута највише користи за израду запушача за флаше, један од потенцијалних ризика може бити све масовнија употреба алтернативних материјала, што би довело до опадања интересовања узгајивача за ову врсту, па самим тим и опадања људске бриге за састојине плутњака.

## Употреба
Основна вредност плутњака је дебела мртва кора која се ствара на деблу и од које се, уклањањем са дебла, добија плута. Још су Римљани скидали плуту са дебла храста плутњака и од ње правили сандале, као и за пловке на рибарским мрежама.
Скида се на сваких 10−ак, година колико је стабло потребно да је обнови. На младим деблима се ствара прва плута која се не користи (мушка плута − liège mâle), а њеним уклањањем ствара се нова плута која се користи и експлоатише (женска плута − liège femelle). Прве две „бербе” дају плуту слабијег квалитета. По уклањању плуте остаје голо стабло карактеристичне рђасто црвене боје. Стварање плуте код младих стабала почиње од треће године, а дебљина плуте нагло постаје све већа и достижући дебљину од око 3 цм. Прво скидање коре може се обавити када јединка достигне старост од 25 година. Површина плуте, на стаблима са којих се она редовно скида, је глатка (женска плута), док је на стаблима са којих се не скида валовита (мушка плута). При уклањању коре мора се пажљиво радити, како се не би оштетило стабло. Са једног великог стабла може се скинути и до 1 тона плуте.
Састојине храста плутњака представљају кључан извор прихода за хиљаде људи, а како се плута после уклањања обнавља, те сама биљка ни једног тренутка није угрожена, комерцијална експлоатација плутњака је, са становишта очувања човекове околине, сасвим прихватљива. Највећи светски произвођач плуте је Португалија и 50% плуте у свету произведе се управо тамо. Плута је уједно и најважнији шумски производ ове медитеранске земље.

### Остале употребе
У време немаштине и глади и жир плутњака се, као и жиреви многих других врста храстова, користио као храна. Употребљавал се куван у варивима или се сушио и млео у прах. Овако самлевен додавао се житарицама и од добијеног брашна правио се хлеб. Како жиреви плутњака садрже танин, који је изузетно опорог укуса, потапали су се у текућу воду, како би се танин испрао. На жалост, овим испирањем губила се и значајна количина других корисних састојака. Традиционални начин припреме жира био је и да се закопа у мочварну земљу током зиме. Проклијали жиреви, који се ископавају у пролеће, изгубе највећи део опорости. Пржени жир може се користити и као замена за кафу.
У земљама порекла и одговарајућим климатским зонама широм света плутњак се користи и као украсно дрво.
- Слојеви плуте на деблу
- Попречни пресек дебла
- Прикупљање плуте

## Занимљивости
- Шуме плутњака на аутохтоним стаништима представљају шумске заједнице које су по биолошкој разноврсности међу најбогатијима у свету. Међу врстама које насељавају ове шуме су многе ендемичне биљке и угрожене врсте животиња као што су пиренејски рис, адалбертов орао и симбол Магреба – берберски јелен.[7]
- Храст плутњак расте у Португалу већ 10 милијуна година, али узгаја се и култивира тек посљедњих 300 година.[9]